# Aleksander Walerianczyk
Aleksander Walerianczyk (Cracovia, 1º settembre 1982) è un altista polacco.

## Biografia
Aleksander Walerianczyk debuttò a livello professionale nel 1998, a 16 anni, ai campionati europei di Budapest, senza superare le qualificazioni. Ebbe più successo quattro anni dopo a Monaco di Baviera, dove arrivò in finale senza superare però il tredicesimo posto in una gara vinta dal russo Yaroslav Rybakov.
Nel 2003, Walerianczyk migliorò notevolmente il suo primato personale, ed in un meeting a Bydgoszcz, con la misura di 2,36 metri, batté il record polacco detenuto da Artur Partyka, bronzo olimpico a Barcellona 1992 con 2,34 m. Ai campionati mondiali di Parigi mancò però l'appuntamento con la medaglia finendo solo decimo.
Nel 2005 si presentò alle Universiadi di Smirne e con la misura di 2,30 m vinse il titolo sul bielorusso Gennadiy Moroz e sul britannico Martyn Bernard. Successivamente ha disputato la finale dei Campionati europei indoor del 2007 a Birmingham concludendo quinto.

## Palmarès
| Anno | Manifestazione   | Sede       | Evento        | Risultato | Prestazione | Note |
| ---- | ---------------- | ---------- | ------------- | --------- | ----------- | ---- |
| 2002 | Europei          | Monaco     | Salto in alto | 13º       | 2,18 m      |      |
| 2003 | Europei under 23 | Bydgoszcz  | Salto in alto | Oro       | 2,36 m      |      |
| 2003 | Mondiali         | Parigi     | Salto in alto | 10º       | 2,25 m      |      |
| 2005 | Universiadi      | Smirne     | Salto in alto | Oro       | 2,30 m      |      |
| 2007 | Europei indoor   | Birmingham | Salto in alto | 5º        | 2,20 m      |      |
| 2007 | Mondiali         | Osaka      | Salto in alto | 27º (q)   | 2,19 m      |      |